# Verenigd Links - Feriene Lofts
Verenigd Links - Feriene Lofts is een politieke partij in de Nederlandse provincie Friesland. Ze is opgericht door SP-leden die het niet eens waren met de beslissing van het landelijke SP-bestuur om niet deel te nemen aan de gemeenteraadsverkiezingen in Súdwest-Fryslân.
De belangrijkste reden voor de beslissing van het landelijke SP-bestuur was dat het van mening was dat de plaatselijke SP-afdeling niet op voldoende sterkte was om de verkiezingen in te gaan. Hierop stapten twee van de drie SP-gemeenteraadsleden in Sneek - een van de bij de fusie betrokken gemeenten - uit de partij en richtten een nieuwe partij op, onder voorzitterschap van fractieleider Rinus van Driel, om zich daarmee voor de verkiezingen in te schrijven.
Al snel kreeg de partij meer steun: 3 van de 4 SP-Statenleden in Friesland stapten uit de partij. Twee van hen gingen verder onder de vlag van Verenigd Links - Feriene Lofts, de derde gaf zijn zetel op; zijn vervanger sloot zich ook bij Verenigd Links - Feriene Lofts aan. Ook twee GroenLinks-gemeenteraadsleden uit het eveneens bij de fusie betrokken Nijefurd stapten over naar de nieuwe partij, in hun geval omdat GroenLinks op nationaal niveau de gemeentefusie gesteund had terwijl GroenLinks Nijefurd een tegenstander van de fusie was. Verder stelden enkele bestuursleden van de anti-herindelingsactiegroep Fan Ûnderen op zich verkiesbaar op de lijst van Verenigd Links.

## Vertegenwoordiging
In de gemeente Leeuwarden was Verenigd Links vertegenwoordigd met één zetel nadat SP-raadslid Hendrika Zoodsma haar lidmaatschap van de SP opzegde en per 1 november 2010 voor Verenigd Links - Feriene Lofts verderging. Bij de gemeenteraadsverkiezingen van 13 november 2013 haalde de partij 863 stemmen (2,5%) en één zetel, die werd ingenomen door Jan van Olffen. In 2017 kreeg Verenigd Links - Feriene Lofts 606 stemmen (1,5%), en daarmee verloor de partij die zetel weer.
Bij de gemeenteraadsverkiezingen in Súdwest-Fryslân op 24 november 2010 verkreeg de partij 1 raadszetel, die bij de gemeenteraadsverkiezingen in 2014, waarbij de SP nu wel deelnam, weer verloren ging.
In de Provinciale Staten is Verenigd Links momenteel niet vertegenwoordigd. Bij de Provinciale Statenverkiezingen van 2011 kreeg de partij 0,11% van de stemmen en haalde de kiesdrempel niet. Ook bij de Provinciale Statenverkiezingen van 2015 bleef de partij met 0,13% van de stemmen ver onder de kiesdrempel.